# Simin Daneshvar
Simin Daneshvar (persiska: سیمین دانشور), född 28 april 1921 i Shiraz, Persien, död 8 mars 2012 i Teheran, var en iransk prosaförfattare och översättare. Daneshvar var pionjär bland kvinnliga iranska författare och publicerade 1969 den första moderna romanen på persiska skriven av en kvinna: Suvashun (Siavashs sörjande). Den räknas som en av de främsta iranska prosaverken genom tiderna och blev en bästsäljare.
Daneshvar publicerade sin första novellsamling 1948. Hon doktorerade året därefter i persisk litteratur vid Teherans universitet. 1951 gifte hon sig med den berömde iranske novellförfattaren Jalal Al-e Ahmad. Hon var professor i litteratur men sparkades 1979 från universitet i samband med den islamiska kulturrevolutionen.